# کونسولیدیت پی‌تی-۱
کونسولیدیت پی‌تی-۱ (به انگلیسی: Consolidated_PT-1_Trusty) یک هواگرد ملخ‌پیشین تک‌موتوره از نوع هواگرد آموزشی ساخت شرکت Consolidated است. این هواگرد در سال ۱۹۲۱ میلادی رسماً معرفی گردید و در سال‌های ۱۹۲۳ تولید شده‌است. در مجموع، تعداد ۲۲۱ فروند از این هواگرد ساخته شده‌است.
طراح این هواگرد، Colonel Virginius E. Clark بود.